# De Heidebloem
De Heidebloem is een in 1897 gebouwde korenmolen en staat aan de Verlengde Vaart ZZ 86, in Erica in de provincie Drenthe.
De molen is een achtkante korenmolen van het type stellingmolen met een stenen onderbouw en een houten, rietgedekte bovenbouw. Er zijn 2 koppel maalstenen. Beide koppels maalstenen hebben een doorsnede van 1,40 m en zijn maalvaardig. Het ene koppel heeft blauwe stenen gemaakt van natuursteen, die meestal gewonnen werden uit vulkaangrondstof uit de Duitse Eifel. Het andere koppel heeft kunststenen met een speciale, harde laag aan de maalzijde, waarvan de uitslag (groeven) van een iets zachter materiaal gemaakt zijn dan de kerven (rillen), zodat de steen zichzelf min of meer scherpt. De stenen zijn voorzien van een regulateur, waardoor het malen gelijkmatiger verloopt.
De molen heeft een voeghouten kruiwerk en een kruilier waarmee de wieken op de wind gezet worden.
Het luiwerk voor het opluien (ophijsen) van de zakken graan bestaat uit een kammenluiwerk en een afschietwerk.
De uit 1896 afkomstige bovenas is van gietijzer en afkomstig van de Koninklijke Nederlandse Grofsmederij. De as wordt gesmeerd met reuzel en de kammen (tanden) op de tandwielen met bijenwas. De vang, waarmee het wiekenkruis wordt afgeremd, is een met een wipstok bediende Vlaamse vang bestaande uit vijf blokken en is uitgerust met een duim. De koningsspil is gelagerd in de lange spruit.
De molen is na een lange tijd van ernstig verval gerestaureerd in 1977/'78 en beschikt nog over de klassieke wiekvoering, met zeil (oudhollandse tuigage).
De vlucht van de molen is 19,50 meter.
De molen wordt nog gebruikt voor het malen van graan.

## Overbrengingen
- Het spoorwiel heeft 121 kammen en de steenrondsels 39 staven. De steenrondsels draaien hierdoor ongeveer 3,1 keer zo snel als de koningsspil.

### Eigenaren
- Erven Veldkamp

## Fotogalerij

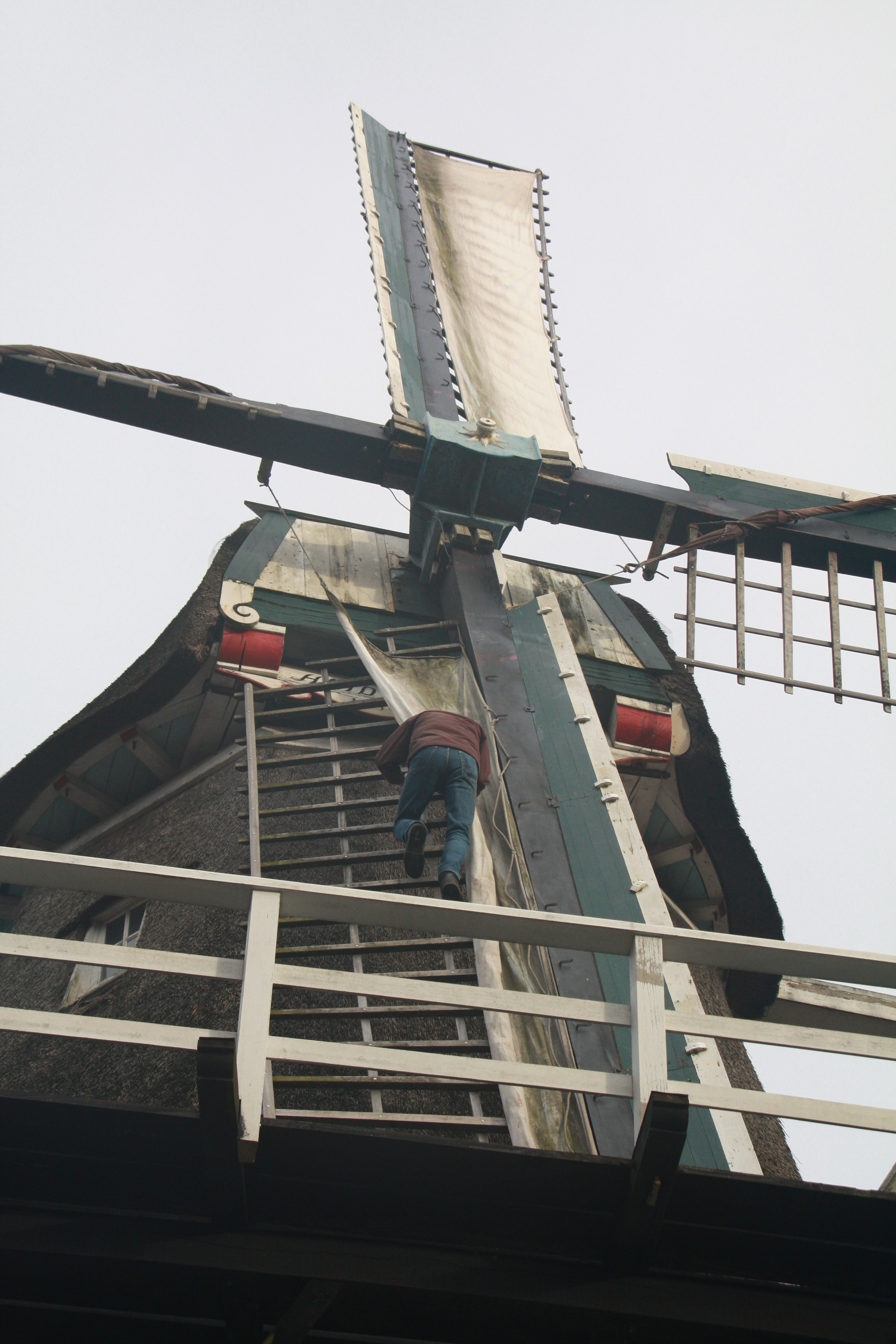
Opzeilen
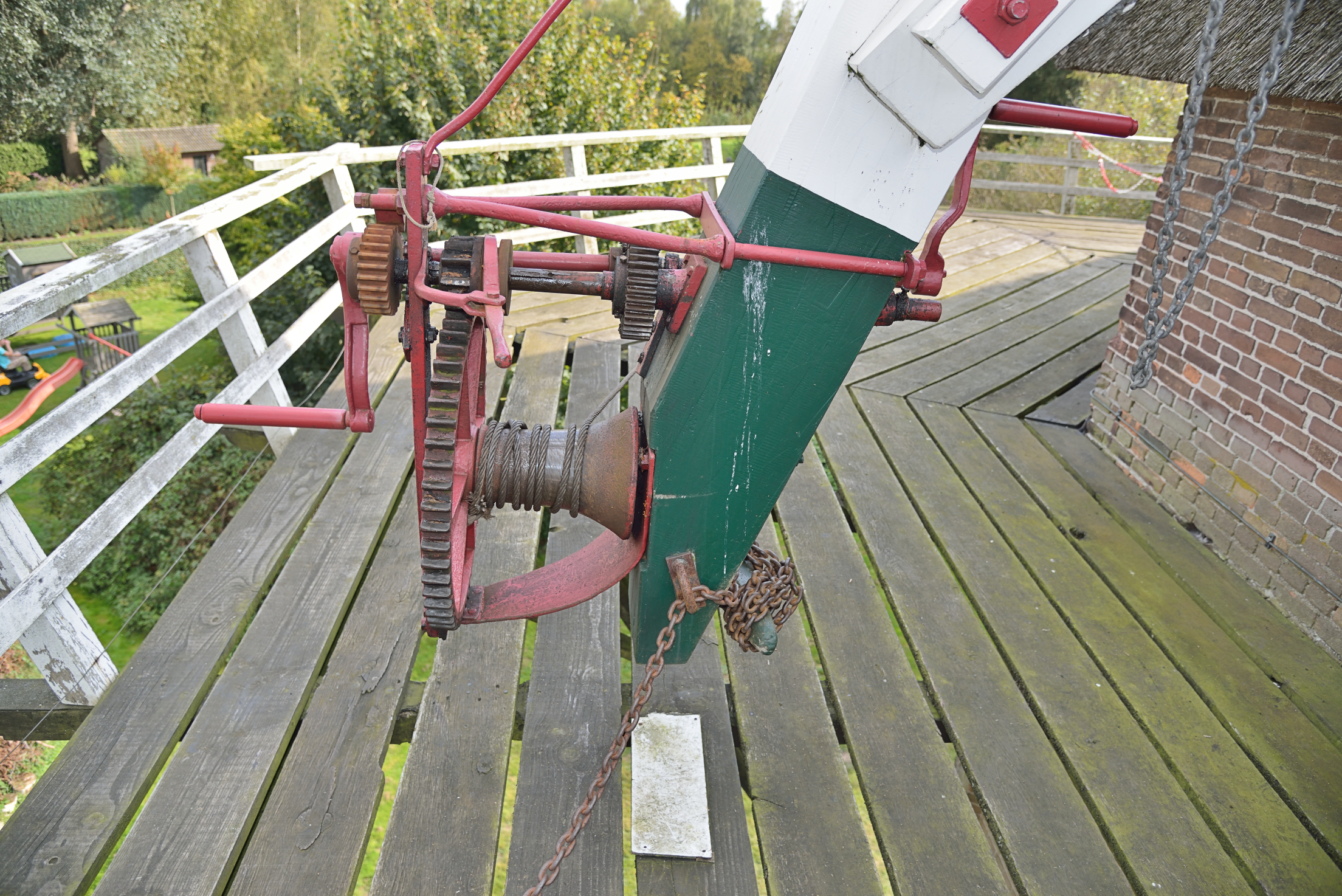
Kruilier
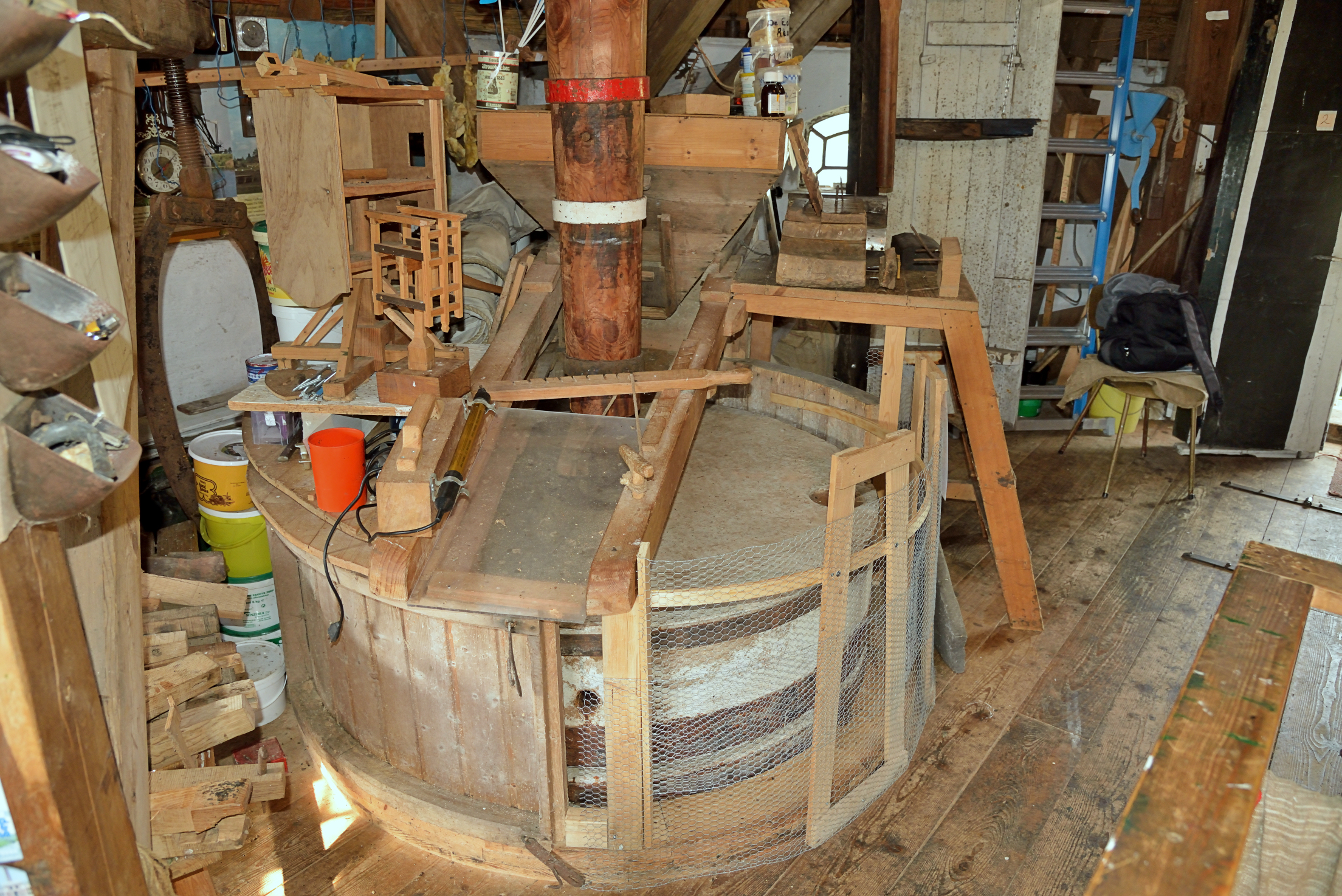
Maalkoppel
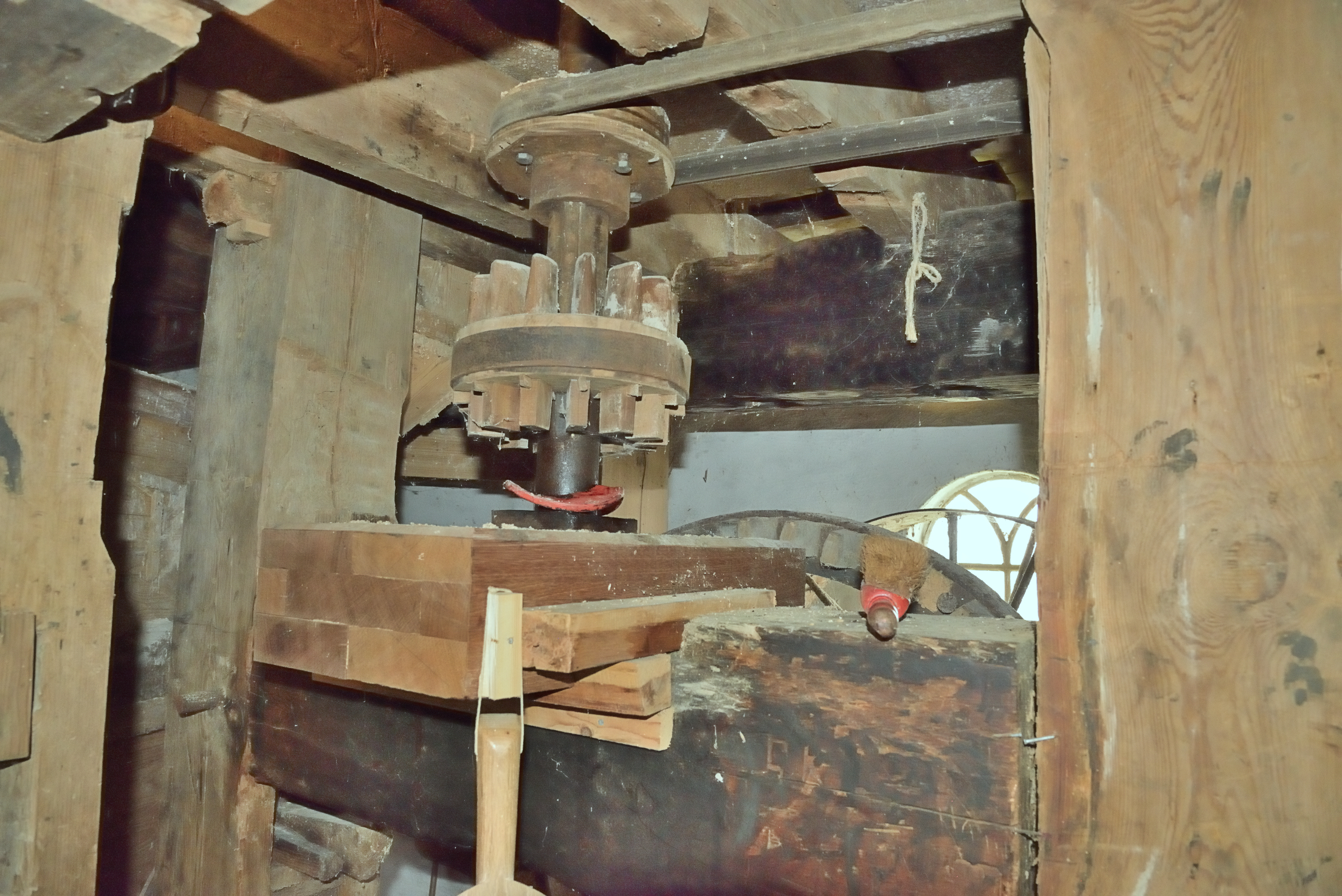
Maalkoppel met aandrijving door vroegere elektromotor
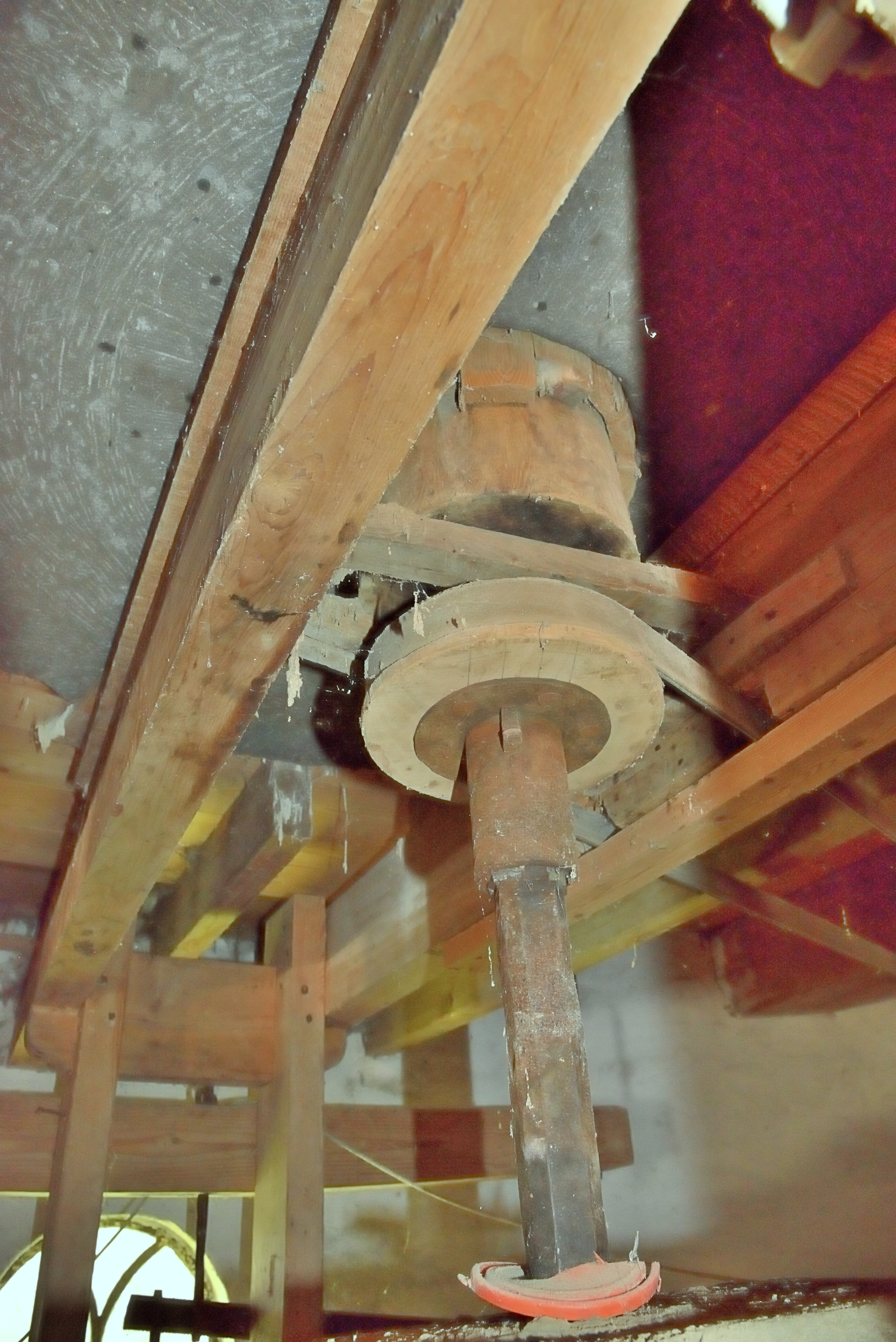
Houten steenbus
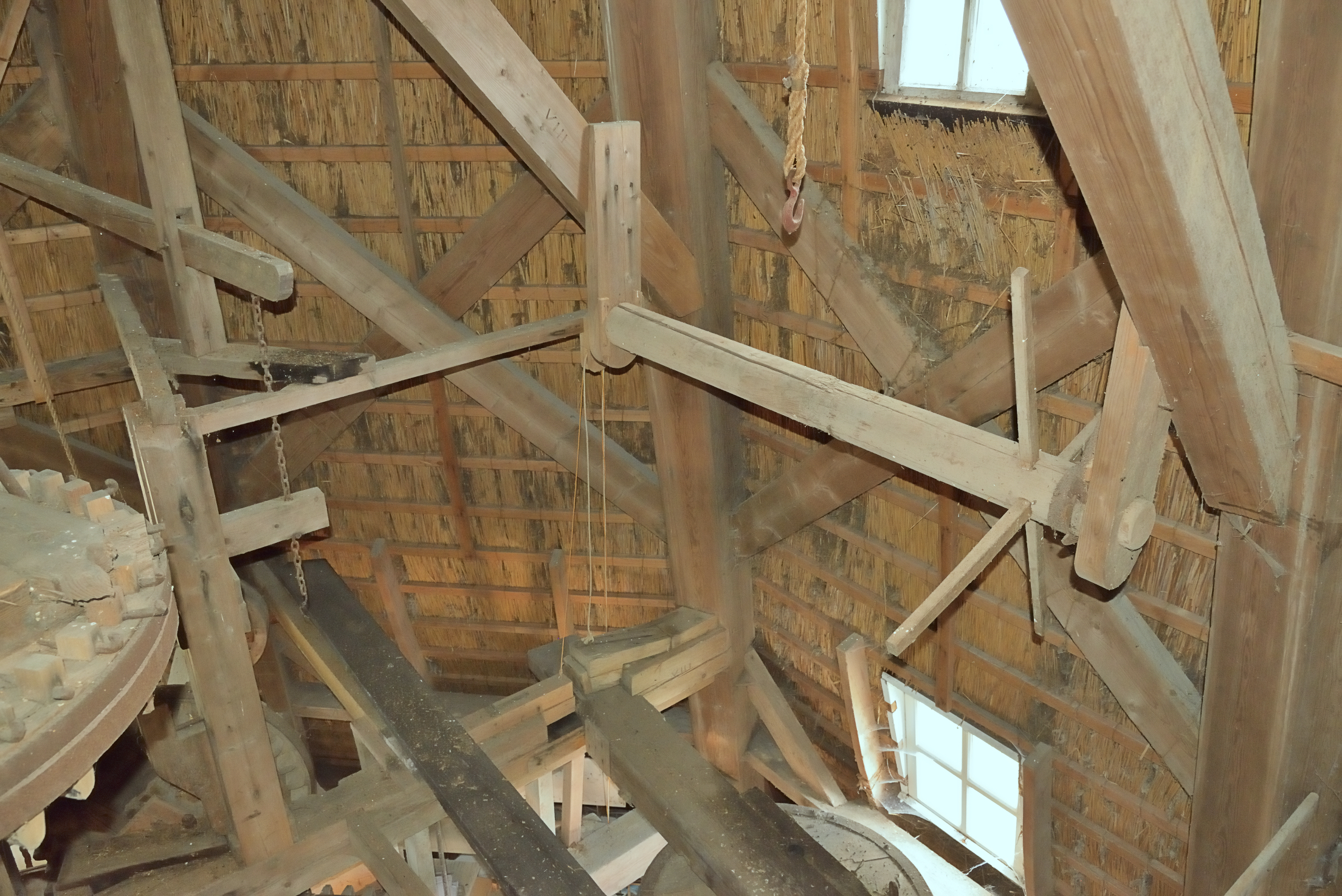
Takel voor steenspil
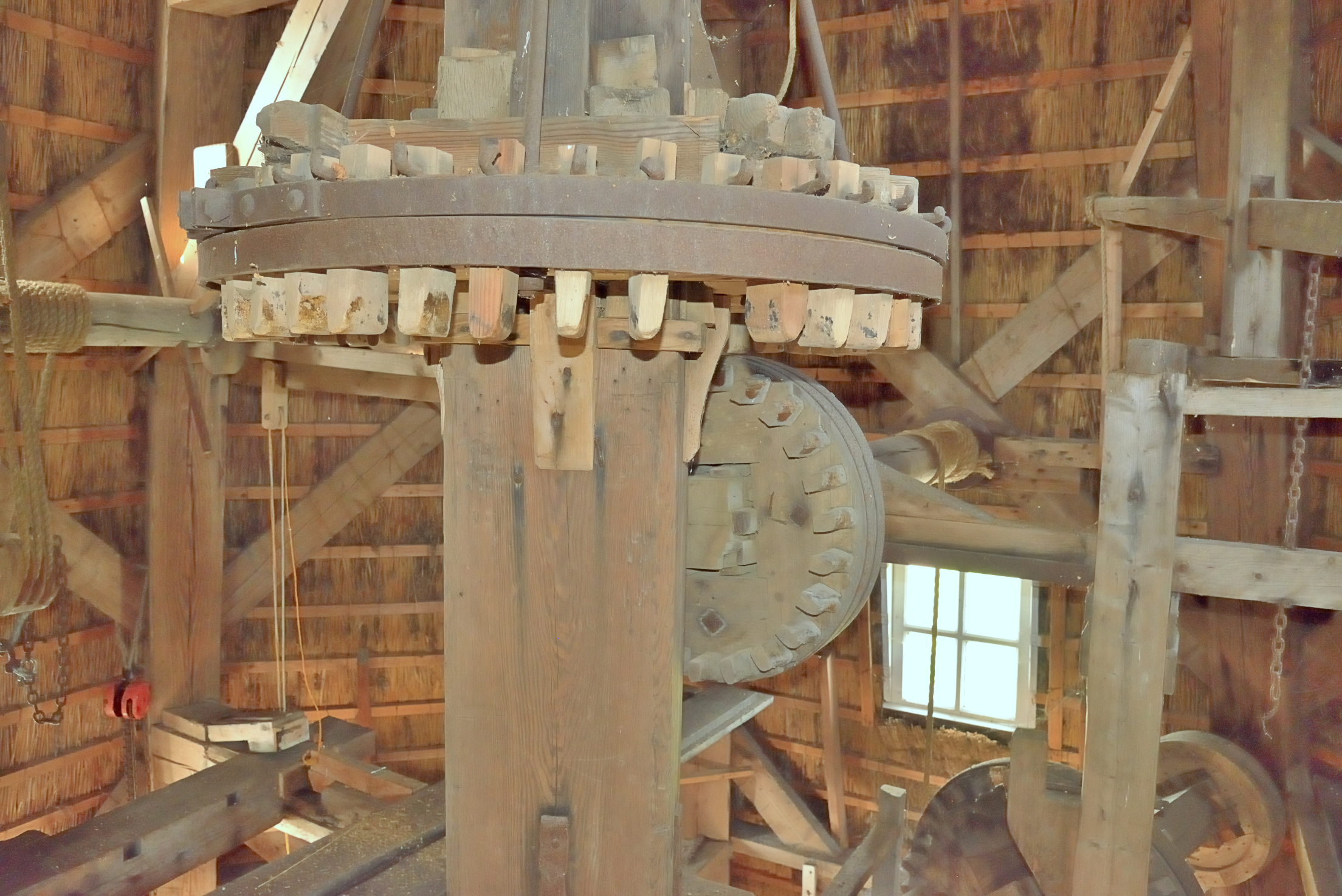
Kammenluiwerk
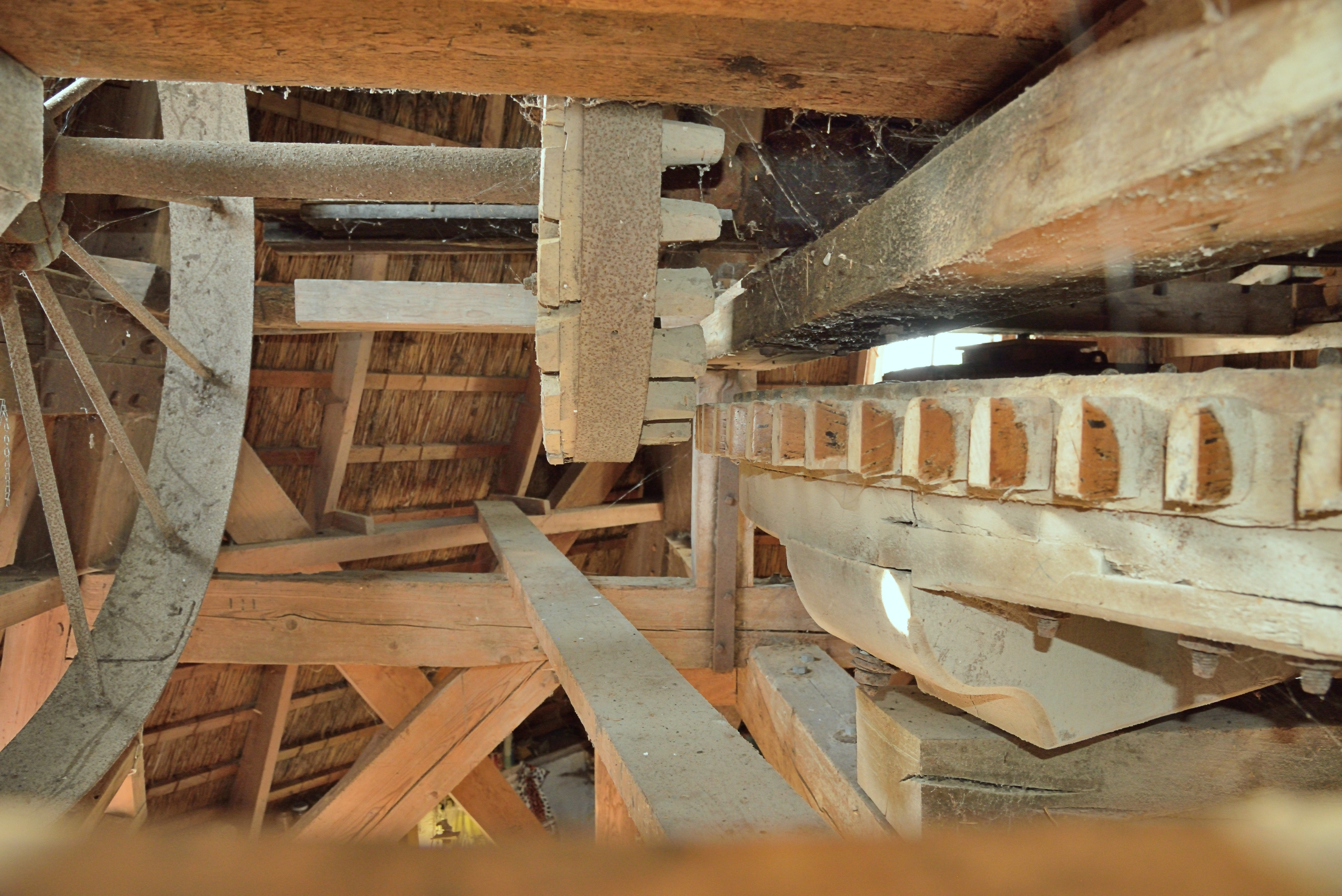
Aandrijving spoorwiel door vroegere elektromotor
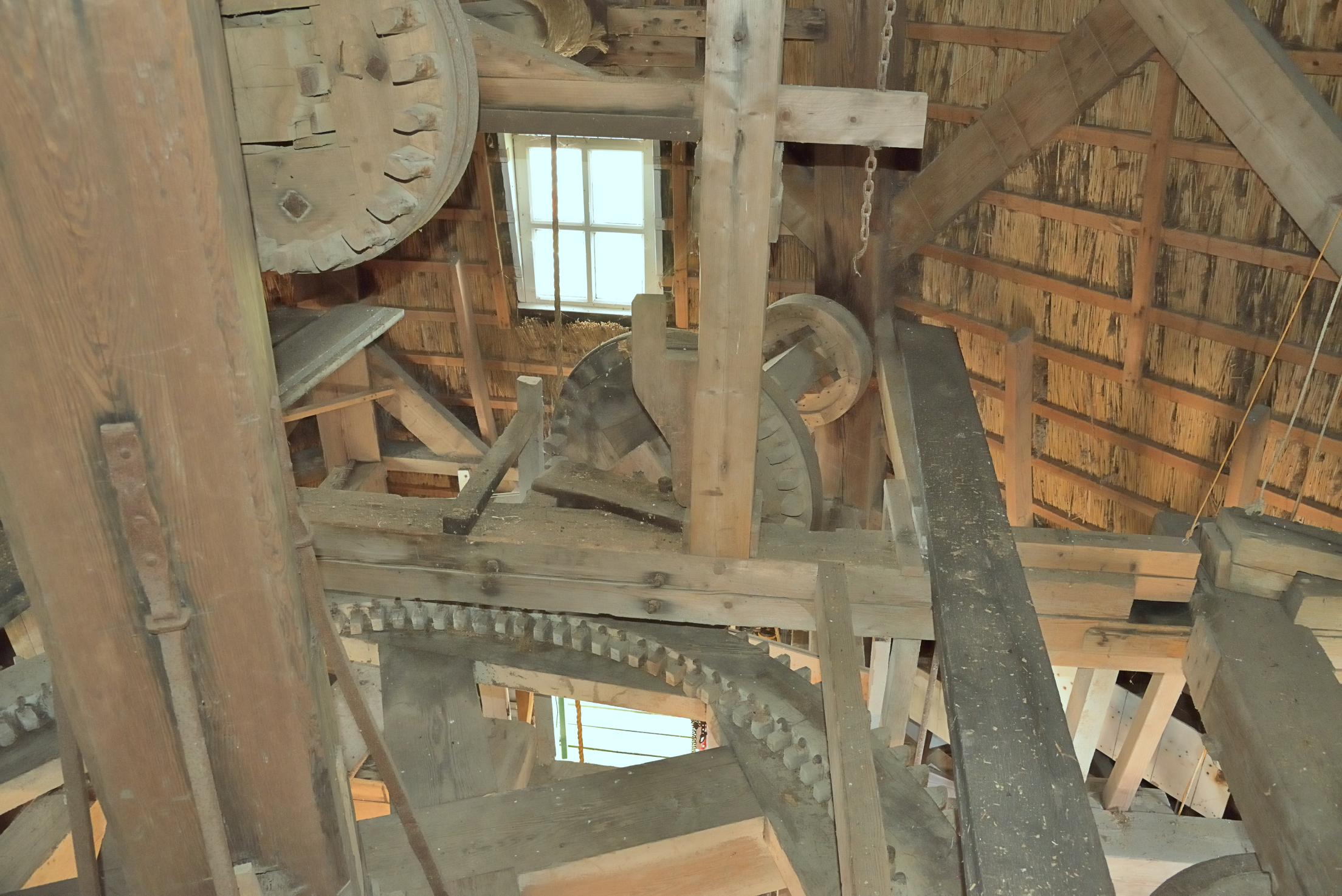
Aandrijving apparaat door spoorwiel

## zie ook
- Lijst van windmolens in Drenthe